# Joseph Walker (Schauspieler)
Joseph „Joe“ Walker (* 6. Februar 1987 in New York City, New York) ist ein US-amerikanischer Schauspieler und Musicaldarsteller.

## Leben
Joe Walker wurde in New York City geboren und lebte seither in verschiedenen Städten des Landes, unter anderem in San Francisco, Boston, Los Angeles, Ann Arbor und Chicago. In Ann Arbor besuchte er die University of Michigan, wo er Mitglied der Theatergruppe StarKid Productions wurde. Er wirkte in zahlreichen Musicals mit. Seine wohl bekannteste Rolle ist die des Lord Voldemort in A Very Potter Musical. In den nachfolgenden Produktionen A Very Potter Sequel und A Very Potter Senior Year spielte er Dolores Umbridge beziehungsweise Tom Riddle jr. Außerdem spielte er Dick in Me and My Dick, Commander Up in Starship, Prinz Achmed in Twisted, Großmoff Tarkin in Ani sowie Ducker in Firebringer. In Holy Musical, B@man übernahm er 2012 die Hauptrolle als Batman. Zudem trat er in einer Episode von Chicago Fire auf. Zusammen mit Starkid nahm er an der SPACE Tour und an der Apocalyptour teil.

## Filmografie
- 2009: Clowns on Earth (Kurzfilm)
- 2011–2012: Tasty Tests (Webserie)
- 2012: OMG (Kurzfilm)
- 2012: World’s Worst Musical (Webserie)
- 2012: Group (Kurzfilm)
- 2012: Undermeployed (Daphnes Bruder)
- 2013: Chicago Fire (Jared)

## Theater
- 2009: A Very Potter Musical (Lord Voldemort)
- 2009: Me and My Dick (Dick)
- 2010: A Very Potter Sequel (Dolores Umbridge)
- 2011: Starship (Commander Up)
- 2012: Holy Musical, B@man! (Batman)
- 2012: A Very Potter Senior Year (Tom Riddle jr.)
- 2013: Twisted (Prinz Achmed)
- 2013: Airport for Birds (verschiedene)
- 2014: Ani: A Parody (Moff Tarkin)
- 2016: Firebringer (Ducker)
- 2016: Spies Are Forever (The Deadliest Man Alive)